# カウデン症候群
カウデン症候群（カウデンしょうこうぐん、英: Cowden syndrome）とは消化管に100個以上のポリープ（ポリポーシス）が発生する常染色体優性遺伝疾患のこと。カウデン病、コーデン病、多発性過誤腫症候群とも呼ばれる。

## 概要
常染色体優性遺伝疾患で消化管のポリポーシスが主体の疾患である。カウデンは初めて報告された患者の名前。

## 病態

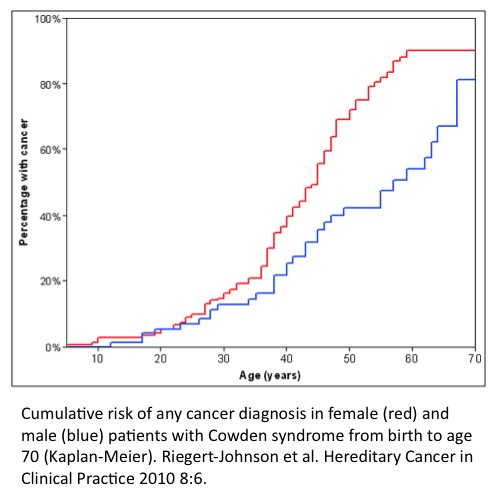
コウデン症候群の患者の発がんリスク上昇に関するグラフ。女性は赤線、男性は青線で表示してある。 (Kaplan-Meier)

消化管に過誤腫性ポリポーシスを生じる。顔面に小丘疹、四肢に角化性丘疹、口腔粘膜に乳頭腫を生じる。乳腺、甲状腺、泌尿器腫瘍の合併率が高い。

## 治療
ポリープに関しては経過観察を行う。

## 関連疾患
- 家族性大腸腺腫症:胃、十二指腸、大腸にポリポーシスができる常染色体優性遺伝病
- ガードナー症候群（Gardner's syndrome）:大腸腺腫症に頭蓋骨や下顎骨に多発する骨腫、軟部組織（デスモイド等）合併したもの。
- ターコット症候群（Turcot's syndrome）:大腸線維腫に神経系腫瘍が合併したもの
- クロンカイト・カナダ症候群：胃、大腸にポリポーシスが発生し手足に色素沈着、中年発症、非遺伝性疾患[2]
- ポイツ・ジェガーズ症候群：胃、大腸にポリポーシスが発症し、手足に色素沈着が見られる[2]。